# Коефицијент разуђености
Коефицијент разуђености неке обале представља њено одступање од идеалне праве линије. Добија се када се стварна дужина обале подели идеалном, праволинијском обалом, на основу обрасца: R=D/d (где је D стварна, a d иделана дужина).
Разуђеност може бити крупна (острва, велики заливи) и ситна (затони, драге, ртови).